# Венло (громада)
Венло (нід. Venlo) — громада та місто на південному сході Нідерландів, у східній частині провінції Лімбург. Центр громади — Венло.
Майже третина населення громади проживає у місті Венло (35 350 осіб). До складу громади входять 7 міст: власне Венло, Блерік (26 910), Тегелен (23 750), Белфелд (5 515), Велден (5 150), Арцен (3 530), Ломм (925).
За національним складом 85 807 осіб є нідерландцями, 1 813 осіб німцями, 1 190 осіб турками, 826 осіб марокканцями.

## Ресурси Інтернету
- Офіційний сайт громади [Архівовано 29 квітня 2014 у Wayback Machine.] (нід.)

| Нідерланди | Це незавершена стаття з географії Нідерландів. Ви можете допомогти проєкту, виправивши або дописавши її. |